# 穴熊圍
穴熊圍（穴熊囲い、あなぐまがこい）是日本將棋圍玉之一，無論居飛車或振飛車都常使用。雖然需要很多手數完成，卻是最堅固的圍玉。

## 概要
把端筋（第1或第9行）香車往前移一格，再將玉潛入其下，形如熊潛藏進洞穴，古代也有「岩屋」、「獅子入洞」（獅子のホラ入り）的說法。
穴熊原本是振飛車用來對付居飛車的圍玉，後世稱為振飛車穴熊，是從江戶時代就存在的戰法。過去的職業棋士對穴熊評價很低，有「下穴熊之類不會變強」（穴熊などやるようでは強くなれない）的偏見。然而，穴熊在1970年代由振飛車黨的大内延介等人證明優秀。其後，居飛車黨的田中寅彦等人在對抗振飛車時也圍出穴熊。之後居飛車穴熊越來越發達，席捲了將棋界。如何對抗居飛車穴熊已經成為振飛車方最大的課題。另外，在現代將棋中，穴熊不僅出現在對抗型，在相振飛車戰型，甚至是矢倉和角交換等相居飛車戰型中，也常出現轉換成穴熊的情況，可見重視自玉堅固程度的穴熊已經成為現代將棋的象徴。
| 振飛車穴熊一例 | 居飛車穴熊一例 |

## 手順
以下為四間飛車先手方組出「穴熊基本形」的手順
。從初手起：
７六步、６六步、７八銀、６八飛、４八玉、３八玉、２八玉
以上是與美濃圍相同的手順，接下來開始變化為穴熊獨有的手順：
１八香（打開洞穴）、１九玉（入穴之熊）、２八銀（蓋上洞穴）
此時基本的圍玉已經形成，可以開始作戰。當然，也可以移動兩枚金將，組成完整的穴熊：
３九金、５八金、４八金寄、３八金寄

## 優點
- 金銀連結密集，因而非常堅固，特別對橫向攻擊格外強韌。
- 玉將外圍有兩層棋子，因此對手用桂馬也無法立刻攻擊到己方玉將。
- 玉將離戰場十分遙遠，不可能頓死，形成「絕對不會被王手」（別稱Z）的形勢。
- 雖然應付上部攻擊或端攻時相對較弱，但若手順得當，可以兌換對方大量棋子。
- 因為玉形堅固，穴熊方得以大膽捨棄飛車和角行等大駒，使用只有穴熊才能做到的戰術，被稱為「穴熊暴力」。

## 缺點
- 穴熊組法所需的手數非常多，對手常常在穴熊完成前就挑起戰事。
- 圍玉完成後，因為棋子集中在盤上一側，自陣有許多空隙容易被對手打入角行，或利用成步海淹沒。
- 雖然橫向的守備力很高，但對上方或端攻較弱，可以用雀刺攻略。
- 在終盤時，因為玉將躲在棋盤的角落，被攻擊時無處可逃。[3][4]
- 因為自陣空隙太多，對手可以嘗試入玉，此時穴熊方很難達成相入玉，因此幾乎沒有勝算。
- 居飛車穴熊多有遭對手角道直射的疑慮，因此許多居飛車穴熊攻略法都含有角行戰術。

圍玉沒有破壞卻輸棋的狀況，俗稱「烤全熊」（姿焼き）。另外，如果桂馬被迫跳離原位，穴熊會大大弱化，俗稱「脫內褲」（パンツを脱いだ）。

## 攻略法
利用桂、香、步等小駒攻擊穴熊很有效，即使交換金銀後被捕獲，也很難做為穴熊方防守用的棋子。特別是利用成步（と金）攻擊的「成步海」手法，雖然速度比較慢，卻很難招架，可以逐步瓦解穴熊方的戰力。避開穴熊守備的金銀，純作一間飛車、地下鐵飛車之類的端攻，也是有效的戰略。
在對抗居飛車穴熊的戰略中，以四間飛車的「藤井系統」最為知名。藤井系統省略自己的圍玉，通常都維持居玉，直接將手數用於端攻，搭配角道，企圖在對手完成居飛車穴熊前就攻進敵陣。其他還有中田功XP等戰法。

## 穴熊的變體

### 相振飛車穴熊
穴熊通常以金銀三枚圍玉。在相振飛車戰局中，穴熊的二枚金將可以配置於3九（7一）、4八（6二）。若攻勢從正面來，則調整為3八（7二）、4八的「金無雙型」；若攻勢從側面來，則調整為普遍型穴熊。
| 振飛車穴熊（3九金、4八金） | 振飛車穴熊「金無雙型」 |

### 現代穴熊
現代穴熊由廣瀨章人發明。只用金銀二枚圍玉，雖然不甚堅固，但左金配置於七段待機，進可攻、退可守，保有自陣均衡，可用於攻擊的棋子也更多。
| 現代穴熊陣形 |

### 居飛車無聲穴熊
居飛車無聲穴熊（居飛穴音無し）目標為補強角頭，加固上部，以避免居飛車穴熊常見的罩門。角道更換指向，並迴避藤井系統、地下鐵飛車等慣用的穴熊攻略法。
| 居飛車無聲穴熊 |

### 四枚穴熊
四枚穴熊是以金銀4枚圍玉的穴熊，非常堅固，以前大多由四枚銀冠發展而來，現在也出現序盤就以四枚穴熊為目標的戰略。實戰中最容易組出下圖〈一〉，開放角道、強化側面的選項為〈二〉，引角、強化上部的選項為〈三〉。使用四枚穴熊時，平衡感會比一般穴熊更糟糕，因此大局觀非常重要。
| 四枚穴熊〈一〉 | 四枚穴熊〈二〉 | 四枚穴熊〈三〉 |

四枚穴熊的特殊種類：
- 田尻穴熊：業餘強手田尻隆司所發明，以7八銀、6九金強化橫向防護，就算對手有雙飛車也很難拆毀。弱點位於上部，特別是針對7六的攻擊，對手如果桂交換更要留意。[8]
- 松尾流穴熊：松尾步的發明。
- Big4（ビッグ４）：惡名昭彰，上部與側面都很堅硬，允許操作者在攻擊時使用大量無理手筋。缺點是所需手數多、平衡感差、對手容易升變、7七銀易受攻擊等。[9]

| 田尻穴熊 | 松尾流穴熊 | Big4 |

### 居飛車取位穴熊
居飛車取位穴熊（位取り居飛車穴熊）是使用難度非常高的對抗型圍玉。由於穴熊的弱點在上部，此戰法乾脆先搶先贏，犧牲部分硬度，直接進攻上部。戰略為使用飛車固守右翼，左翼以玉頭戰推進。缺點為手數以及游離駒（沒有其他棋子掩護的棋子：〈一〉的7六銀、〈二〉的7八金）。
| 居飛車取位穴熊〈一〉 | 居飛車取位穴熊〈二〉 |

## 腳註
1. ↑  『日本将棋用語事典』p.8。
2. ↑  .   [2022年7月13日]. （原始内容存档于2022年7月16日）.
3. ↑  chantatsu. . 将棋研究. 2020  [2022-07-13]. （原始内容存档于2022-07-06） （日语）.
4. ↑  chantatsu. . 将棋研究. 2020  [2022-07-13]. （原始内容存档于2022-07-06） （日语）.
5. ↑  週刊将棋 2004，第66頁.
6. ↑  siratama. . しらたまの甘味所.   [2022-07-13]. （原始内容存档于2021-11-04） （日语）.
7. ↑  siratama. . しらたまの甘味所.   [2022-07-13]. （原始内容存档于2022-07-13） （日语）.
8. ↑  siratama. . しらたまの甘味所.   [2022-07-13]. （原始内容存档于2022-09-21） （日语）.
9. ↑  siratama. . しらたまの甘味所.   [2022-07-13]. （原始内容存档于2017-07-23） （日语）.
10. ↑  siratama. . しらたまの甘味所.   [2022-07-13]. （原始内容存档于2022-07-13） （日语）.